# Anne Glad
Anne Glad Wagner (født Anne Toft, 10. maj 1972 i Næsby) er en dansk reklametekstforfatter, livsstilsekspert og foredragsholder, der især er kendt fra sin medvirken i flere tv-programmer, specielt Kender du typen? på DR.
Anne Glad er cand.mag. i nordisk litteratur og filmvidenskab, men valgte efterfølgende at arbejde som tekstforfatter i reklamebranchen. Hun er nu strategisk direktør i reklamebureauet Envision. I 2010 blev hun en af de to livsstilseksperter, der medvirker i tv-programmet Kender du typen?, hvilket hun fortsat er i 2023.
Udover sit arbejde er Glad engageret i UNICEF Præsidium, Aarhus Kulturby 2017, Filmby Aarhus advisory board og Aarhus Folkeuniversitet. I 2017 blev hun optaget i Kraks Blå Bog.

## Privatliv
Hun blev gift med musikeren Kim Glad Wagner i maj 2018, som hun har dannet par med siden 2014. Parret fik en søn i 2017. Det er hendes andet ægteskab, det første varede ti år og endte med skilsmisse.